# Pawieł Nazimow
Pawieł Iwanowicz Nazimow, ros. Павел Иванович Назимов (ur. 5 stycznia 1868, zm. 3 maja 1933 w Gdańsku) – rosyjski wojskowy (pułkownik), emigracyjny działacz kombatancki.
W 1890 roku ukończył 1 korpus kadetów, zaś w 1893 roku junkierską szkołę piechoty w Moskwie. Służył w stopniu podporucznika w 76 Kubańskim Pułku Piechoty. Następnie przeszedł do lejbgwardii Pułku Siemionowskiego. W 1897 roku awansował na porucznika, w 1905 roku na kapitana, zaś w 1913 roku na pułkownika. Brał udział w I wojnie światowej. Po rewolucji lutowej 1917 roku objął dowództwo zapasowych oddziałów wojskowych garnizonu Piotrogradu. Na emigracji zamieszkał w Polsce. Działał w Stowarzyszeniu lejbgwardii Pułku Siemionowskiego, z którego odszedł pod koniec 1926 roku. Następnie przeniósł się do Wolnego Miasta Gdańska.